# Gangsta Luv
Gangsta Luv è un brano musicale del rapper statunitense Snoop Dogg, pubblicato come singolo estratto dall'album Malice n Wonderland. Il brano figura il featuring del rapper The-Dream. Il singolo è stato pubblicato il 6 ottobre 2009 ed è stato prodotto da Tricky Stewart e The-Dream.

## Tracce
Download digitale
1. Gangsta Luv - 4:17
2. Gangsta Luv (Mayer Hawthorne G-Mix) - 3:50

## Classifiche
| Classifica (2009)                    | Posizione più alta |
| ------------------------------------ | ------------------ |
| New Zealand Singles Chart            | 13                 |
| U.S. Billboard Hot 100               | 35                 |
| U.S. Billboard Hot R&B/Hip-Hop Songs | 24                 |
| U.S. Billboard Rap Songs             | 5                  |